# Prison du Dauphin noir
La colonie pénitentiaire no 6 du service fédéral de l’exécution des peines de Russie pour l'oblast d'Orenbourg, plus communément appelée prison du Dauphin noir, est un établissement correctionnel de haute sécurité de Russie, situé à Sol-Iletsk, dans l'oblast d'Orenbourg. Elle portait auparavant le nom de NKVD Prison N°2.
Elle doit son surnom à une sculpture réalisée par un prisonnier, située devant la porte d'entrée principale.
Cette prison est la plus ancienne de Russie, c'est également une des plus sévères. Elle accueille environ 700 prisonniers parmi les plus dangereux de Russie, dont des meurtriers, des terroristes, des pédophiles, des tueurs en série et des cannibales.

## Historique
À l'origine, l'établissement était un Ostrog accueillant des personnes condamnées aux travaux forcés, depuis au moins 1745. Après la répression de la Guerre des Paysans russes en 1773, la prison est transformée pour accueillir les déportés et les voleurs.
À partir du 1er novembre 2000, la prison commence à accepter les condamnés à vie, ce qui fait dire qu'on ne ressort de cette prison que mort.

## Conditions d'incarcération
Les prisonniers sont isolés dans les cellules où ils ont obligation de rester debout en dehors des heures de sommeil (environ 16h par jour). Ils ont également obligation de répondre "Oui chef" (
Yest, Grazhdanin nachalnik) lorsqu'un gardien leur donne un ordre. Les gardiens vérifient toutes les 15 minutes environ que ces règles sont respectées.
Les prisonniers bénéficient de 4 repas par jour essentiellement composés de soupes ainsi que d'une sortie de 90 minutes dans un espace extérieur grillagé, qu'ils appellent la cage.
Pendant la sortie, la cellule du prisonnier est systématiquement fouillée à la recherche d'objets de contrebande ou d'objets illégaux. Les activités autorisées par les prisonniers sont la radio, les journaux et les livres.
Les prisonniers sont transférés d'une salle à l'autre avec les mains attachées dans le dos et les mains maintenues au-dessus des épaules, afin qu'ils soient penchés en avant et ne bénéficient pas d'une vue d'ensemble sur les locaux. De même, lors de leur première arrivée, ils sont conduits dans leur cellule avec les yeux bandés. Ces mesures de restrictions visuelles sont prises afin de désorienter les prisonniers et de limiter leurs chances en cas de tentative d'évasion. 

## Prisonniers notables
- Carola Neher, actrice allemande morte dans l'établissement en 1942.

- Vladimir Nikolaïev
- Jamsrangiin Tseveen